# Yaylasöğüt, Ula
Yaylasöğüt là một xã thuộc huyện Ula, tỉnh Muğla, Thổ Nhĩ Kỳ. Dân số thời điểm năm 2011 là 208 người.